# 노동조합기성회
노동조합기성회(일본어: 労働組合期成会 로도쿠미아이키세이카이[*])는 과거에 일본에서 노동조합 결성을 목적으로 한 단체다. 1897년 7월 5일 결성하여 1901년 해산되었다.
간사장 다카노 후사타로, 간사 가타야마 센·사와다 한노스케 등. 각지에서 연설회를 열어 직업별 조합의 결성을 기하고, 결성 직후 철공조합, 일본철도교정회, 활판공조합이 결성되었다. 모두 직종별 노동조합의 형태를 취하며, 조합원간의 상호부조를 큰 활동내용으로 했다. 간사장 타카노 자신도 함께 동점을 개설하고 그 활동을 지원했다. 기관지로 『노동세계』를 발행하는 등, 1899년 5700명에 달했다. 1900년 치안경찰법이 시행되면서 각 조합의 재정난, 사용자 측 반격과 함께 퇴색되어 1901년 해산되었다.